# Василије Матић
Василије Матић (Српске Моравице, 12. јун 1906 —?, 20. август 1981) био шумарски стручњак. 
Дипломирао на Пољопривредно-шумарском факултету у Загребу 1930. године. Радио код дирекција шума у Сушаку, Сарајеву и Тузли (1932-38), код шумске управе у Јасенку (1939-41). За вријеме окупације био у заробљеништву (1941-45). Од 1945. до 1949. ради у Министарству шума и Министарству дрвне индустрије НРБиХ. Од 1950. ванредни, а од 1960. редовни професор на Шумарском факултету у Сарајеву за предмет Уређивање шума. Познати стручни и научни радник у области уређивања шума, посебно на подручју проучавања прираста и приноса преборних шума. Организатор прве инвентуре шума на великим површинама у Југославији за подручје СРБиХ.